# Veikkausliiga 2018
La Veikkausliiga 2018 è stata la centonovesima edizione della massima serie del campionato finlandese di calcio, la ventinovesima come Veikkausliiga. Il campionato è iniziato il 7 aprile e si è concluso il 27 ottobre, con il formato a girone unico e composto da dodici squadre. L'HJK ha vinto il campionato per la ventinovesima volta nella sua storia, con quattro giornate di anticipo.

## Stagione

### Novità
Dalla Veikkausliiga 2017 sono stati retrocessi l'HIFK (dopo aver perso lo spareggio promozione/retrocessione) e il JJK, mentre dalla Ykkönen 2017 sono stati promossi il TPS Turku e l'Honka (vincitore dello spareggio promozione/retrocessione).

### Formula
Le dodici squadre si affrontano tre volte nel corso del campionato, per un totale di 33 giornate. La prima classificata viene decretata campione di Finlandia ed ammessa alla UEFA Champions League 2019-2020. La seconda e la terza classificata vengono ammesse al primo turno di qualificazione della UEFA Europa League 2019-2020. Se la vincitrice della Suomen Cup, ammessa al primo turno di qualificazione della UEFA Europa League 2019-2020, si classifica al secondo o al terzo posto, la quarta classificata viene ammessa al primo turno di qualificazione della UEFA Europa League. L'ultima classificata viene retrocessa direttamente in Ykkönen, mentre l'undicesima classificata affronta la seconda classificata in Ykkönen in uno spareggio promozione/retrocessione.

## Squadre partecipanti
| Club          | Stagione | Città     | Stadio                        | Stagione 2017              |
| ------------- | -------- | --------- | ----------------------------- | -------------------------- |
| HJK           | dettagli | Helsinki  | Telia 5G -areena              | Campione di Finlandia      |
| Honka         | dettagli | Espoo     | Tapiolan urheilupuisto        | 2º posto in Ykkönen        |
| IFK Mariehamn | dettagli | Mariehamn | Wiklöf Holding Arena          | 5º posto in Veikkausliiga  |
| Ilves         | dettagli | Tampere   | Tammelan stadion              | 3º posto in Veikkausliiga  |
| Inter Turku   | dettagli | Turku     | Veritas-stadion               | 9º posto in Veikkausliiga  |
| KuPS          | dettagli | Kuopio    | Savon Sanomat Areena          | 2º posto in Veikkausliiga  |
| Lahti         | dettagli | Lahti     | Lahden stadion                | 4º posto in Veikkausliiga  |
| PS Kemi Kings | dettagli | Kemi      | Sauvosaaren Urheilupuisto     | 10º posto in Veikkausliiga |
| RoPS          | dettagli | Rovaniemi | Rovaniemen Keskuskenttä       | 7º posto in Veikkausliiga  |
| SJK           | dettagli | Seinäjoki | OmaSP Stadion                 | 6º posto in Veikkausliiga  |
| TPS           | dettagli | Turku     | Veritas-stadion               | 1º posto in Ykkönen        |
| VPS           | dettagli | Vaasa     | Hietalahden jalkapallostadion | 8º posto in Veikkausliiga  |

## Classifica finale
|  | Pos. | Squadra       | Pt | G  | V  | N  | P  | GF | GS | DR  |
|  | ---- | ------------- | -- | -- | -- | -- | -- | -- | -- | --- |
|  | 1.   | HJK           | 78 | 33 | 24 | 6  | 3  | 61 | 19 | +42 |
|  | 2.   | RoPS          | 62 | 33 | 18 | 8  | 7  | 42 | 25 | +17 |
|  | 3.   | KuPS          | 58 | 33 | 17 | 7  | 9  | 56 | 37 | +19 |
|  | 4.   | Honka         | 58 | 33 | 15 | 13 | 5  | 51 | 33 | +18 |
|  | 5.   | Ilves         | 49 | 33 | 14 | 7  | 12 | 45 | 41 | +4  |
|  | 6.   | VPS           | 41 | 33 | 10 | 11 | 12 | 37 | 43 | -6  |
|  | 7.   | Inter Turku   | 40 | 33 | 10 | 10 | 13 | 37 | 44 | -7  |
|  | 8.   | Lahti         | 40 | 33 | 9  | 13 | 11 | 30 | 38 | -8  |
|  | 9.   | SJK           | 32 | 33 | 8  | 8  | 17 | 28 | 37 | -9  |
|  | 10.  | IFK Mariehamn | 31 | 33 | 8  | 7  | 18 | 37 | 59 | -22 |
|  | 11.  | TPS           | 29 | 33 | 7  | 8  | 18 | 37 | 55 | -18 |
|  | 12.  | PS Kemi Kings | 24 | 33 | 6  | 6  | 21 | 29 | 59 | -30 |

Legenda:
      Campione di Finlandia e ammessa alla UEFA Champions League 2019-2020
      Ammesse alla UEFA Europa League 2019-2020
 Ammesso allo spareggio retrocessione-promozione
      Retrocessa in Ykkönen
Note:
Tre punti a vittoria, uno a pareggio, zero a sconfitta.
La classifica viene stilata secondo i seguenti criteri:
- Punti conquistati
- Differenza reti generale
- Reti totali realizzate
- Punti conquistati negli scontri diretti
- Differenza reti negli scontri diretti
- Reti realizzate negli scontri diretti
- Minor numero di reti subite in trasferta†
- Reti realizzate in casa†
- Minor numero di reti subite in casa†
- Spareggio†
- Sorteggio

† solo per decidere il campione, la partecipazione alle coppe europee, la retrocessione

## Risultati

### Partite (1-22)
|               | HJK  | Hon  | IFK  | Ilv  | Int  | KuP  | Lah  | PSK  | RoP  | SJK  | TPS  | VPS  |
| ------------- | ---- | ---- | ---- | ---- | ---- | ---- | ---- | ---- | ---- | ---- | ---- | ---- |
| HJK           | –––– | 3-2  | 2-0  | 3-1  | 3-0  | 1-2  | 1-2  | 2-0  | 2-2  | 4-0  | 2-1  | 5-0  |
| Honka         | 1-2  | –––– | 1-1  | 4-1  | 2-2  | 2-1  | 0-0  | 2-1  | 2-2  | 3-1  | 2-0  | 0-1  |
| IFK Mariehamn | 0-1  | 1-2  | –––– | 2-0  | 2-3  | 1-4  | 1-2  | 2-1  | 1-3  | 1-0  | 3-2  | 2-2  |
| Ilves         | 0-0  | 3-3  | 1-2  | –––– | 1-1  | 2-1  | 0-0  | 2-0  | 1-0  | 1-1  | 2-0  | 0-0  |
| Inter Turku   | 0-0  | 2-3  | 3-0  | 0-1  | –––– | 0-1  | 2-0  | 1-0  | 3-3  | 2-0  | 1-2  | 1-3  |
| KuPS          | 2-2  | 1-1  | 2-1  | 3-1  | 5-1  | –––– | 1-1  | 2-3  | 0-1  | 1-1  | 3-2  | 1-2  |
| Lahti         | 2-1  | 1-1  | 2-0  | 2-0  | 1-2  | 1-0  | –––– | 1-1  | 0-0  | 1-0  | 3-2  | 1-1  |
| PS Kemi       | 1-2  | 1-1  | 2-3  | 0-2  | 2-4  | 3-2  | 0-0  | –––– | 0-1  | 1-0  | 2-2  | 0-1  |
| RoPS          | 1-2  | 1-2  | 2-0  | 2-0  | 0-1  | 2-0  | 2-0  | 3-0  | –––– | 1-0  | 0-0  | 1-0  |
| SJK           | 0-1  | 2-0  | 1-1  | 2-3  | 0-1  | 1-3  | 1-0  | 0-1  | 2-1  | –––– | 4-0  | 0-0  |
| TPS           | 0-1  | 0-0  | 2-0  | 1-3  | 1-1  | 0-0  | 1-1  | 3-2  | 0-0  | 0-2  | –––– | 0-1  |
| VPS           | 1-2  | 1-1  | 4-1  | 1-1  | 2-0  | 0-2  | 2-2  | 3-1  | 0-1  | 1-1  | 2-0  | –––– |

### Partite (23-33)
|               | HJK  | Hon  | IFK  | Ilv  | Int  | KuP  | Lah  | PSK  | RoP  | SJK  | TPS  | VPS  |
| ------------- | ---- | ---- | ---- | ---- | ---- | ---- | ---- | ---- | ---- | ---- | ---- | ---- |
| HJK           | –––– |      | 2-0  |      | 3-0  |      |      | 0-0  | 3-0  | 1-0  |      | 1-0  |
| Honka         | 0-0  | –––– |      |      |      |      | 2-0  | 2-1  |      |      | 3-0  | 3-1  |
| IFK Mariehamn |      | 0-0  | –––– | 3-6  |      | 1-2  | 3-0  |      |      | 1-0  | 2-2  |      |
| Ilves         | 1-2  | 0-1  |      | –––– | 1-0  |      | 0-1  | 4-0  |      |      | 2-0  |      |
| Inter Turku   |      | 0-2  | 1-1  |      | –––– | 0-1  |      |      | 0-0  |      |      | 1-1  |
| KuPS          | 0-1  | 1-1  |      | 2-0  |      | –––– | 2-1  | 3-1  |      |      | 2-1  |      |
| Lahti         | 0-2  |      |      |      | 0-0  |      | –––– | 1-2  | 1-2  |      | 2-5  | 1-1  |
| PS Kemi       |      |      | 2-0  |      | 0-2  |      |      | –––– | 0-2  | 0-0  |      | 0-2  |
| RoPS          |      | 2-1  | 1-0  | 1-0  |      | 1-1  |      |      | –––– | 0-1  |      |      |
| SJK           |      | 0-1  |      | 2-3  | 2-2  | 1-2  | 0-0  |      |      | –––– | 1-0  |      |
| TPS           | 0-4  |      |      |      | 1-0  |      |      | 4-1  | 1-2  |      | –––– | 4-1  |
| VPS           |      |      | 1-1  | 1-2  |      | 0-3  |      |      | 1-2  | 0-2  |      | –––– |

## Spareggio promozione/retrocessione
Allo spareggio partecipano l'undicesima classificata in Veikkausliiga, il TPS, e la seconda classificata in Ykkönen, il KPV.
|     | Risultati   |     | Luogo e data             |
| --- | ----------- | --- | ------------------------ |
| KPV | 0 - 0       | TPS | Kokkola, 31 ottobre 2018 |
| TPS | 1 - 1 (gfc) | KPV | Turku, 3 novembre 2018   |
|     |             |     |                          |

## Statistiche

### Classifica marcatori
| Gol | Rigori |  | Giocatore            | Squadra       |
| --- | ------ |  | -------------------- | ------------- |
| 21  | 3      |  | Klauss               | HJK           |
| 17  | 4      |  | Rasmus Karjalainen   | KuPS          |
| 16  | 2      |  | Macoumba Kandji      | Honka         |
| 12  | 1      |  | Borjas Martín        | Honka         |
| 12  | 1      |  | Petteri Pennanen     | KuPS          |
| 10  | 2      |  | Aleksei Kangaskolkka | IFK Mariehamn |
| 10  | 1      |  | Sebastian Strandvall | VPS           |
| 9   |        |  | Timo Furuholm        | Inter Turku   |
| 9   | 1      |  | Marius Noubissi      | Ilves         |
| 8   |        |  | Mika Ääritalo        | TPS           |
| 8   |        |  | Benjamin Källman     | Inter Turku   |
| 8   |        |  | Lassi Lappalainen    | RoPS          |
| 7   |        |  | Juho Mäkelä          | PS Kemi Kings |
| 7   | 2      |  | Issa Thiaw           | Ilves         |
| 7   |        |  | Sterling Yatéké      | TPS           |